# Muricea albida
Muricea albida is een zachte koraalsoort uit de familie Plexauridae. De koraalsoort komt uit het geslacht Muricea. Muricea albida werd in 1866 voor het eerst wetenschappelijk beschreven door Verrill. 